# Perczel Gábor
Bonyhádi Perczel Gábor (Tamási, 1736. május 10.–Bonyhád, 1785. január 1.), a völgységi járás főszolgabírója, földbirtokos.

## Élete

A bonyhádi Perczel család címere

A tekintélyes római katolikus nemesi származású bonyhádi Perczel családnak a sarja. Apja bonyhádi Perczel József (1699–1768), Tolna vármegye alispánja, földbirtokos, anyja gyulai Gaál Katalin (1711–1770). Az apai nagyszülei bonyhádi Perczel Tamás, földbirtokos és Eőry Zsuzsanna voltak. Az anyai nagyszülei gyulai Gaál Gábor (1690–1754), földbirtokos és simonyi és varsányi Simonyi Mária Katalin voltak. Fivérei: bonyhádi Perczel Ignác (1753–1811), alispán, földbirtokos, Perczel Tamás (1728–1780), főszolgabíró, földbirtokos, Perczel Lajos, alezredes, Perczel Zsigmond, királyi testőr, és Perczel Elek, főszolgabíró. Elsőfokú unokatestvére anyja révén lovászi Jagasics András (1728–1786) Zala vármegye alispánja, táblabíró, földbirtokos, akinek a szülei Jagasics Ferenc, földbirtokos és gyulai Gaál Anna voltak.
Jogi végzettséget szerzett. Apja őt küldte a trieszti kereskedés ügyeinek intézésére. A Perczelek bonyhádi ága alapítójának halála után a vagyont azért nem osztották fel az örökösök között, hogy az adósságot minél előbb ki tudják fizetni. Perczel Gábor közéleti tevékenységet folytatott. 1769. április 4-én Tolna vármegye közgyűlése aljegyzőnek választotta. 1774. május 31-én pedig megbízást kapott a völgységi járás főszolgabírói teendőinek ellátására. 1778-ban váratlanul lemondott állásáról. Ezt követően, valószínűleg megromlott egészsége miatt, teljesen visszavonult a közélettől, csak birtokaival foglalkozott.
Perczel Gáborés felsége, Dőry Rozália építtette Bonyhádon az úgynevezett rezidentialis házat. Az építkezést a „Dorogon lakozó Leman Ágoston kőművesmester" vállalta. Az épülethez vásárolt anyagok között nem szerepel tégla, mész és cserép vételét mutató számla. Teljesen egyértelmű, hogy ezeket az anyagokat az uradalom biztosította.

## Házassága és leszármazottjai

A jobaházi Dőry család köznemesi címere

1768. május 6-án Zombán feleségül vette jobaházi Dőry Rozália (Zomba, 1748. május 25.–Pest, 1820. május 30.), akinek a szülei jobaházi Dőry Ádám (1716–1798), királyi tanácsos, Tolna vármegye alispánja, földbirtokos és petőházai Borbála Zeke (1721–1759) voltak. Az apai nagyszülei jobaházi Dőry László (1674–1720), földbirtokos és kisfaludi Kisfaludy Rozália voltak. Az anyai nagyszülei petőházi Zeke József, földbirtokos és a vizeki Tallián családból való vizeki Tallián Katalin voltak; Zeke Józsefné Tallián Katalinnak a szülei vizeki Tallián Ádám, aki 1717 és 1719 között Zala vármegye alispánja, a királyi tanácsos, valamint eörményesi Fiáth Borbála voltak. Zeke Józsefné Tallián Katalinnak az apai nagyszülei vizeki Tallián Gergely (fl. 1662–1678), soproni harmincados és az ősrégi előkelő osztopáni Perneszy családból való osztopáni Perneszy Anna Julianna (fl. 1657–1715) voltak; Tallián Gergelyné Perneszy Anna Juliannának a szülei osztopáni Perneszy István (fl. 1647–†1663), zalalövői vár főkapitánya, földbirtokos és nyéki Rauch Zsuzsanna (fl. 1657) voltak. Perczel Gáborné Dőry Rozáliának az anyai nagyszülei eörményesi Fiáth János (1653-1727) királyi helytartósági tanácsos, Győr vármegye alispánja és abai Fördős Katalin voltak. Perczel Gábor és Dőry Rozália házasságából nyolc gyermek született, de közülük négy nem érte meg a felnőtt kort:
- Perczel Borbála Katalin Rozália (Bonyhád, 1769. szeptember 7. –Bonyhád, 1772. április 29.).[4][5]
- Perczel Ádám József Gábor Ferenc (Bonyhád, 1770. szeptember 14. – Pécs, 1833. augusztus 22.),[6][7] Tolna vármegye 1809-dik inszurgens alezredese, több vármegye táblabírája, földbirtokos. Neje: barkóczi Rosty Franciska (Somogygeszti, 1782. május 25. – Bonyhád, 1842. június 5.)
- Perczel Julianna Rozália Terézia (Bonyhád, 1772. március 23. –).[8]
- Perczel Erzsébet Gabriella Rozália Anna (Bonyhád, 1773. március 7. –).[9] Férje: naszvadi Naszvady Károly, földbirtokos.
- Perczel Gábor Antal József (Bonyhád, 1774. május 13.–Bonyhád, 1856. június 17.),[10][11] 1809-dik inszurgens hadnagy, földbirtokos. Neje: sümegi Bene Krisztina (Kéty, 1784. augusztus 12.–Bonyhád, 1866. február 2.).[12][13]
- Perczel Klára Mária Rozália (Bonyhád, 1775. szeptember 9. –Bonyhád, 1777. október 10.).[14][15]
- Perczel József Nepomuk Ferenc (Bonyhád, 1777. november 25. –Bonyhád, 1777. november 29.).[16][17]
- Perczel Sándor József Imre (Bonyhád, 1778. november 2. – Bécs, 1861. május 10.),[18] nemesi felkelők gyalog századosa, Tolna és Baranya vármegyék táblabírája, földbirtokos. Neje: kajdácsi Kajdácsy Erzsébet (Bonyhád, 1782. november 11.–Bonyhád, 1836. február 19.)